# Synallactes sagamiensis
Synallactes sagamiensis is een zeekomkommer uit de familie Synallactidae.
De wetenschappelijke naam van de soort werd in 1908 gepubliceerd door E. Augustin.